# 皇极金丹九莲正信归真还乡宝卷
《皇极金丹九莲正信归真还乡宝卷》，也称为《皇极经》、《九莲经》等，是中国民间宗教的宝卷。有两种版本，《皇极金丹九莲正信归真还乡宝卷》二卷二十四品，和《佛说皇极金丹九莲证性皈真宝卷》四卷三十二品。有闻香教、青莲教及一贯道、金幢教等教派使用。该经提出“九宫八卦”、“九干十八支”等组织形式。
据先天道及一贯道说法，《九莲经》是其九祖黄德辉所作。马西沙认为《九莲经》是闻香教王森弟子所作，其中暗示了闻香教名之由来：无生老母赐王森九莲信香，派他传教。